# Petrizzi
Petrizzi est une commune de la province de Catanzaro en Calabre (Italie).

## Administration
| Période                                  | Période  | Identité       | Étiquette    | Qualité |
| ---------------------------------------- | -------- | -------------- | ------------ | ------- |
| 5 avril 2005                             | En cours | Domenico Mazza | Forza Italia |         |
| Les données manquantes sont à compléter. |          |                |              |         |

### Hameaux
Campo, La Pietà

### Communes limitrophes
Argusto, Centrache, Chiaravalle Centrale, Gagliato, Montepaone, Olivadi, San Vito sullo Ionio, Satriano, Soverato

### Évolution démographique
Habitants recensés